# Pygopodidae
Pygopodidae este o familie de șopârle.

## Clasificare
- Subfamilia Lialisinae
  - Tribul Lialisini
    - Genul Lialis (2 specii)
- Subfamilia Pygopodinae
  - Genul Delma  (21 specii)
  - Genul Paradelma (monotip)
  - Genul Pygopus (5 specii)
  - Tribul Aprasiaini
    - Subtribul Aprasiaina
      - Genul Ophidiocephalus (monotip)
      - Genul Aprasia (13 specii)

    - Subtribul Pletholaxina
      - Genul Pletholax (monotip)